# بالوماس
بلدية بالوماس (بالإسبانية: Palomas)‏, هي إحدى بلديات مقاطعة بطليوس, التي تقع في منطقة إكستريمادورا, والتي تقع في غرب إسبانيا.
يبلغ عدد سكانها 726 نسمة وفقاً لإحصائية سنة (2002).